# Deloitte
Deloitte Touche Tohmatsu (anche chiamata Deloitte & Touche e nota come Deloitte) è un'azienda multinazionale britannica di servizi di consulenza e revisione, nonché la più grande rete di servizi professionali al mondo per fatturato e numero di dipendenti.
La società fa parte delle cosiddette Big Four ("Le quattro grandi"), cioè le quattro più grandi aziende di revisione, insieme a PricewaterhouseCoopers, EY e KPMG. Oltre alla revisione contabile, l'azienda si contraddistingue per la sua spiccata propensione alla consulenza informatica. Al pari delle altre big four, infatti, parte del core business si basa sull'erogazione di servizi come la fornitura di applicativi nortoniani IT, elaborazione dei commands gestionali, gestione dei cyber risk security standards e molto altro ancora.
Nel 2016, secondo quanto affermato nel suo sito istituzionale, conta oltre 244.400 dipendenti impiegati in oltre 150 diversi Stati nei diversi rami in cui opera: Audit, Tax, Legal, Consulting, Financial Advisory e Risk Advisory.

## Descrizione
Nell'esercizio fiscale 2013, ha raggiunto la cifra record di $32.4 miliardi di ricavi, nell'anno fiscale 2014 è cresciuta ancora raggiungendo i $34.2 miliardi per poi arrivare alla cifra di $36.8 miliardi nell'anno di esercizio conclusosi il 31 maggio 2016.
Per molti anni Deloitte Touche Tohmatsu è stata Verein svizzera, cioè un'organizzazione sotto il codice civile svizzero. Nel luglio 2010, la società ha deciso di trasferire la sua sede legale a Londra, diventando una compagnia privata britannica a responsabilità limitata (LLP- Limited Liability Partnership). Ogni società facente parte del gruppo rimane un'entità legale separata ed indipendente, soggetta alle leggi del luogo in cui opera.
Il quartier generale si trova a New York, all'interno del Paramount Plaza. Il quartier generale europeo si trova invece a Londra.

### Marchio
Mentre nel 1989, in molte nazioni, Deloitte, Haskins & Sells si fondeva con Touche Ross formando l'attuale Deloitte & Touche, nel Regno Unito l'impresa locale di Deloitte, Haskins & Sells si univa invece con Coopers & Lybrand (che oggi è PricewaterhouseCoopers). Per alcuni anni dopo la fusione, l'impresa risultante dalla fusione nel Regno Unito fu chiamata Coopers & Lybrand Deloitte mentre la divisione locale Touche Ross mantenne il suo nome originale. Alla metà degli anni novanta, comunque, entrambe le imprese di base in Inghilterra cambiarono i loro nomi per essere più aderenti a quelli delle loro rispettive società a livello internazionale.
Mentre il nome intero dell'impresa è Deloitte Touche Tohmatsu, nel 1989 si identificava col marchio Deloitte & Touche e poi semplicemente Deloitte. con un punto tondo verde che seguiva il nome. Nel 2003 la campagna di cambiamento del marchio fu commissionata a Bill Parrett, l'allora A.D. di DTT, e guidata da Jerry Lehman, il capo della divisione Global Clients and Markets.